# Bonnetia celiae
Bonnetia celiae är en tvåhjärtbladig växtart som beskrevs av Bassett Maguire. Bonnetia celiae ingår i släktet Bonnetia och familjen Bonnetiaceae. Inga underarter finns listade i Catalogue of Life.